# Viscosia brevidentata
Viscosia brevidentata is een rondwormensoort uit de familie van de Oncholaimidae. De wetenschappelijke naam van de soort is voor het eerst geldig gepubliceerd in 1967 door Vitiello.